# ホスピタリテイ
ホスピタリテイ（欧字名:Hospitality、1979年5月16日 - 2008年8月4日）は、日本の競走馬、種牡馬。主な勝ち鞍に1981年の青雲賞、1982年のセントライト記念、羽田盃、京浜盃、黒潮盃。
NARグランプリ特別表彰馬（2008年選出）である。短中距離の競走を得意とし、敗れた相手はカナダ調教馬フロストキングのみと、日本調教馬に先着を許すことはなかった。主戦騎手は、地方競馬所属時代は西川栄二、中央競馬所属時代は嶋田功が、すべての競走で手綱を取った。

## 経歴

### デビューまで
トウコウポポは、アイアンリージを父に持つ牝馬である。競走馬として11戦2勝の成績を残したのち繁殖牝馬となり、渡辺喜八郎が仔分けで所有した。1974年から繁殖活動に取り組んだが、不受胎や、産んだ仔がデビューを待たずに死亡することが多々あり、デビューすることができたのは1975年の牡馬、1978年の牡馬の2頭のみであった。1979年5月16日、ラッキー牧場にて黒鹿毛の牡馬（後のホスピタリテイ）が誕生。なおトウコウポポは、翌1980年に腸捻転のために死亡。残した唯一の牝馬（父:キタノダイオー）は誕生直後に急性肺炎のため死亡しており、牝系は断絶した。
産まれた牡馬は、ラッキー牧場の生産馬の中でも小柄だったが、体つきが良好。追い運動で常に先頭を走っていた。ラッキー牧場の村本聡は「母は焦れこみの激しい馬だったが、ホスピタリテイも気性は激しく利口でした。母のいいところを受けて継いだのでしょう」と牧場時代を振り返っている。福島県の育成牧場に移った後「ホスピタリテイ」と命名され、3歳春に大井競馬場朝倉文四郎厩舎へ入厩した。牧場時代より気性はさらに荒くなり、朝倉が「番犬」と評するほどであった。

### 大井競馬所属時代
1981年6月、大井競馬場の新馬戦でデビューし、2着馬に10馬身差をつけて逃げ切り勝利。続いて2戦目9馬身、3戦目7馬身差、4戦目2馬身で4連勝を達成した。11月24日、3歳チャンピオン決定戦の重賞である青雲賞に出走。最終コーナーで先頭に立ち、後方に3馬身の差をつけて勝利し、5連勝で重賞タイトルを獲得した。朝倉は、当初早熟と捉えていたが、筋肉量を増やして馬体重を増やしつつ連勝する姿に「とてつもない大物」と考えるようになった。
4歳になった1982年、2月の京浜盃で始動。2馬身半差をつけて逃げ切り6連勝。続く黒潮盃も逃げ、騎乗した西川栄二が1コーナーで勝利を確信したほどであった。最終的に5馬身差、レコードタイのタイムで優勝した。レース後、渡辺は羽田盃、東京ダービーの二冠を手土産に中央移籍というプランが、馬主の渡辺によって明らかにされた。5月の羽田盃では、ダイシンシラユキが出ムチを入れて競りかけにいったが、並ばせることが無いまま同馬に1馬身半差をつけ優勝。南関東三冠の一冠目を制した。しかし、続く東京ダービーを目前にして膝蓋靭帯炎を発症。出走取り消しを余儀なくされ、二冠達成はならなかった。

### 中央競馬所属時代
この後は、予定通り7月22日に中央入りし、美浦トレーニングセンターの稲葉幸夫厩舎に入厩。調教での動きも良く、8戦8勝と無敗での中央入りだったことから「ハイセイコーの再来」とも称された。
中央での初戦となったのは、10月のセントライト記念。皐月賞優勝馬のアズマハンターに単勝1番人気を譲り、デビュー以来初めて2番人気に甘んじたが、レースでは、4コーナーで並びかけようとするアズマハンターを直線で引き離し、同馬に3馬身差をつけて優勝した。
鮮烈な中央デビューを飾ったホスピタリテイだったが、クラシック登録をしていなかったため菊花賞への出走権が無かった。この後はジャパンカップを目標として、東京競馬場の国際競走のオープン戦に出走。逃げ切りを図ったが、前年のジャパンカップで2着に入ったカナダ調教馬フロストキングの末脚に屈し2着に敗れると、左前繋靭帯炎を発症。長期休養に入ることとなった。
翌1983年10月のオータムスプリントステークスで復帰し、単勝1番人気に応えて逃げ切り勝ちを収めた。しかし、競走中に左前繋靭帯炎が再発し、予定していたジャパンカップ、有馬記念を断念。脚部不安には勝てず引退することとなった。

### 種牡馬時代
引退後は、北海道新冠町の森牧場にて、渡辺の個人所有という形で種牡馬となった。種付け料が30万円と安価だったこともあり、初年度から85頭に種付けを行うなど当時の内国産種牡馬としては高い人気を集め、皐月賞優勝馬のドクタースパートをはじめ重賞優勝馬を多数輩出するなど種牡馬として成功を収めた。なお、1992年には地方競馬リーディングサイアーとなっている。
2005年に種牡馬登録を抹消。森牧場で余生を送った。2008年8月4日、老衰のため死亡した。この訃報を受け、翌年2009年1月8日に発表された2008年度のNARグランプリにおいて、ホスピタリテイは特別表彰馬として選出された。

## 年度別競走成績
- 1981年（5戦5勝）
  - 1着 - 青雲賞
- 1982年（5戦4勝）
  - 1着 - 京浜盃、黒潮盃、羽田盃、セントライト記念
- 1983年（1戦1勝）

## 主な産駒
太字は勝利したGⅠ級競走。
- 1985年産
  - アイビートウコウ（ダービー卿チャレンジトロフィー）[11]
  - ハロープリンセス（新春ジュニア、プリンセス特別）[12]
- 1986年産
  - ドクタースパート（皐月賞、京成杯3歳ステークス、ステイヤーズステークス、北海道3歳優駿）[13]
  - ファンドリポポ（4歳牝馬特別（東）、シンザン記念、朝日チャレンジカップ）[14]
  - ヘラクレス（仁川ステークス、種牡馬）
  - テイーボイス（上山優駿樹氷賞）[15]
- 1987年産
  - エスエムグレート（東海ダービー、岐阜金賞、ウインター争覇）[16]
- 1988年産
  - ハナセール（テレビ埼玉杯、東京シティ盃、浦和記念、日本テレビ盃、東京盃、報知杯オールスターカップ、関東盃）[17]
- 1990年産
  - アミサイクロン（マーチステークス）[18]
  - カツラビューティー（佐賀ニューイヤーカップ、花吹雪賞）[19]
- 1993年産
  - アブクマレディー（クラスターカップ）[20]
  - サンライフテイオー（スーパーダートダービー、雲取賞）[21]
- 1994年産
  - シャコーテスコ（セントライト記念）[22]
  - フェイスヒル（中津記念）[23]

### ブルードメアサイアーとしての産駒
- 1991年産
  - オフサイドトラップ（父トニービン、天皇賞（秋）、新潟記念、七夕賞、他重賞2着3回、3着2回）[24]
- 1993年産
  - サントス（父スプレンディドモーメント、アフター5スター賞、サンタアニタトロフィー）[25]
  - ファンドリリョウマ（父モガミ、関越ステークス、灘ステークス、名古屋大賞典3着、誘導馬）[26]
- 1995年産
  - タマノコウキ（父パレスダンサー、佐賀菊花賞、九州サラブレッド大賞典、吉野ヶ里記念、九州記念）[27]
- 1999年産
  - ジーガートップラン（キャッスルトップの母）
- 2000年産
  - ベースアップ（父フオテイテン、北日本新聞杯）[28]
- 2003年産
  - スターオブジェンヌ（父アジュディケーティング、トゥインクルレディ賞、浦和桜花賞2着）[29]
- 2015年産
  - カツゲキジャパン（父アドマイヤジャパン、北海優駿）[30]

## 血統表
| ホスピタリテイの血統(オーエンテューダー系 / Bull Dog、Sir Gallahad 4×5、Nearco 5×5、Lady Juror 5×5) | ホスピタリテイの血統(オーエンテューダー系 / Bull Dog、Sir Gallahad 4×5、Nearco 5×5、Lady Juror 5×5) | ホスピタリテイの血統(オーエンテューダー系 / Bull Dog、Sir Gallahad 4×5、Nearco 5×5、Lady Juror 5×5) | （血統表の出典） | （血統表の出典） |
| 父 *テュデナム Tudenham 1970 黒鹿毛                                                                 | 父の父Tudor Melody 1956 黒鹿毛                                                                      | Tudor Minstrel                                                                                      | Owen Tudor       | Owen Tudor       |
| 父 *テュデナム Tudenham 1970 黒鹿毛                                                                 | 父の父Tudor Melody 1956 黒鹿毛                                                                      | Tudor Minstrel                                                                                      | Sansonnet        |                  |
| 父 *テュデナム Tudenham 1970 黒鹿毛                                                                 | 父の父Tudor Melody 1956 黒鹿毛                                                                      | Matelda                                                                                             | Dante            | Dante            |
| 父 *テュデナム Tudenham 1970 黒鹿毛                                                                 | 父の父Tudor Melody 1956 黒鹿毛                                                                      | Matelda                                                                                             | Fairy Hot        |                  |
| 父 *テュデナム Tudenham 1970 黒鹿毛                                                                 | 父の母Heath Rose 1964 鹿毛                                                                          | Hugh Lupus                                                                                          | Djebel           | Djebel           |
| 父 *テュデナム Tudenham 1970 黒鹿毛                                                                 | 父の母Heath Rose 1964 鹿毛                                                                          | Hugh Lupus                                                                                          | Sakountala       |                  |
| 父 *テュデナム Tudenham 1970 黒鹿毛                                                                 | 父の母Heath Rose 1964 鹿毛                                                                          | Cherished                                                                                           | Chanteur         | Chanteur         |
| 父 *テュデナム Tudenham 1970 黒鹿毛                                                                 | 父の母Heath Rose 1964 鹿毛                                                                          | Cherished                                                                                           | Netherton Maid   |                  |
| 母 トウコウポポ 1969 黒鹿毛                                                                         | 母の父*アイアンリージ Iron Liege 1954 鹿毛                                                          | Bull Lea                                                                                            | Bull Dog         | Bull Dog         |
| 母 トウコウポポ 1969 黒鹿毛                                                                         | 母の父*アイアンリージ Iron Liege 1954 鹿毛                                                          | Bull Lea                                                                                            | Rose Leaves      |                  |
| 母 トウコウポポ 1969 黒鹿毛                                                                         | 母の父*アイアンリージ Iron Liege 1954 鹿毛                                                          | Iron Maiden                                                                                         | War Admiral      | War Admiral      |
| 母 トウコウポポ 1969 黒鹿毛                                                                         | 母の父*アイアンリージ Iron Liege 1954 鹿毛                                                          | Iron Maiden                                                                                         | Betty Derr       |                  |
| 母 トウコウポポ 1969 黒鹿毛                                                                         | 母の母フジチヨ 1964 黒鹿毛                                                                          | *スコット Scot                                                                                      | Souverain        | Souverain        |
| 母 トウコウポポ 1969 黒鹿毛                                                                         | 母の母フジチヨ 1964 黒鹿毛                                                                          | *スコット Scot                                                                                      | Dissenter        |                  |
| 母 トウコウポポ 1969 黒鹿毛                                                                         | 母の母フジチヨ 1964 黒鹿毛                                                                          | フヂチヨ                                                                                            | トシシロ         | トシシロ         |
| 母 トウコウポポ 1969 黒鹿毛                                                                         | 母の母フジチヨ 1964 黒鹿毛                                                                          | フヂチヨ                                                                                            | エルジンF-No.2-b |                  |